# Prospiano
Prospiano is een plaats (frazione) in de Italiaanse gemeente Gorla Minore.